# Mara van Vlijmen
Pour les articles homonymes, voir Vlijmen (homonymie).
 (janvier 2019).
Si vous disposez d'ouvrages ou d'articles de référence ou si vous connaissez des sites web de qualité traitant du thème abordé ici, merci de compléter l'article en donnant les références utiles à sa vérifiabilité et en les liant à la section « Notes et références ».
Mara van Vlijmen, née le 15 février 1979 à Amstelveen,, est une actrice néerlandaise.

## Filmographie

### Cinéma et téléfilms
- 2005 : Lepel : La vendeuse
- 2005-2008 : Keyzer & de Boer advocaten : Simone Heling
- 2009 : De co-assistent (nl) : Johanna
- 2010 : De gelukkige huisvrouw (nl) : L'hôtesse de l'air
- 2012 : Beatrix, Oranje onder vuur (nl) : Beatrix
- 2012 : Mees Kees (nl) : Maria
- 2012 : De 4 van Westwijk : Mme Loman
- 2013 : Mees Kees op kamp (nl) : La mère de Tobias
- 2014 : Bouwdorp (nl) : Lotta
- 2014 : Mees Kees op de planken (nl) : La mère de Tobias
- 2016 : Celblok H (nl) : Christine Boterman
- 2016 : Alleen op de wereld : L'assistante TV
- 2018 : De dirigent (nl) : La sœur de Louigiana
- 2018 : GIPS : Suzanne
- 2021 :   De zitting (Affaire sensible) : Professor Sluijters